# 자비령
자비령(慈悲嶺)은 황해북도 연탄군과 봉산군을 잇는 고개이다. 평양과 개경을 잇는 교통로여서 최탄의 반역 사건이나 조위총의 난, 묘청의 난 때 자비령이 경계가 되었다.